# Мылицин, Николай Викторович
Николай Викторович Мылицын (род. 26 мая 1955, Ишимбай, БАССР) — прокурор Республики Алтай (с 22.09.2009). государственный советник юстиции 2 класса.

## Образование
- 1972 — средняя школа.
- 1974—1978 Свердловский юридический институт, дневное отделение[1].

## Трудовая деятельность
В 1972 году поступил в Ишимбайское управление буровых работ на должность лаборанта.
Служба в органах прокуратуры началась в 1978 году, после завершения СЮИ, когда по распределению был направлен в прокуратуру Алтайского края. Работал в Бийске Алтайского края с июля 1978 года по декабрь 1986 года: стажёр, следователь прокуратуры Приобского района, старший следователь прокуратуры, заместитель прокурора Восточного района Бийска. C декабря 1986 года по июль 1993 года — прокурор Алтайского района. В июле 1993 года назначен прокурором Ленинского района Барнаула, в июле 2000 года — прокурором Барнаула, с июня 2002 — заместитель прокурора Алтайского края, с сентября 2009 — прокурор Республики Алтай. 18 ноября 2019 года Указом Президента Путина освобожден от должности.

## Награды
Почётный работник прокуратуры Российской Федерации (1997).
Медаль ордена «За заслуги перед Отечеством» II степени. 